# Hautresorption
Bei der Hautresorption werden Stoffe durch die Haut aufgenommen (resorbiert).

Dieses kann zum Beispiel bei kosmetischen oder pharmazeutischen Wirkstoffen ausdrücklich gewünscht sein, ist andererseits bei Kontaktgiften unerwünscht.
Von den Talgdrüsen der Haut wird zum Schutz vor Austrocknung und Infektionen ein Fettfilm produziert. Durch diesen können wässrige Lösungen schlechter diffundieren als fettlösliche Substanzen, die daher besser durch die Haut resorbiert werden. Dies gilt sowohl für kosmetische oder pharmazeutische Wirkstoffe als auch für Giftstoffe.